# Świąteczna przygoda
Świąteczna przygoda (ang. A Very Christmas Story) – polska niezależna produkcja filmowa zrealizowana techniką cyfrową. Komedia familijna w reżyserii Dariusza Zawiślaka. Film przedstawia wigilijne przygody małej dziewczynki z towarzyszącym jej psem.

## Obsada
- Paweł Burczyk − anioł Młody
- Bartosz Opania − Mikołaj
- Jan Englert − Śmierć
- Dorota Naruszewicz − dziewczyna Śmierci
- Katarzyna Olasz − Angelika[1]
- Wojciech Mann − policjant #1
- Krzysztof Materna − policjant #2
- Aleksandra Nieśpielak − dziewczyna z jabłkiem
- Irena Telesz-Burczyk − dyrektorka domu dziecka
- Wojciech Kalarus − trębacz w niebie

## Produkcja

### Muzyka do filmu
Muzykę do filmu napisali Chris Rafael oraz Maciej Zieliński. Producentem ścieżki dźwiękowej był Dariusz Zawiślak. Muzyka nagrana została przez Orkiestrę Polskiego Radia pod batutą Marcina Nałęcza-Niesiołowskiego, z której pochodzi przebój Kto wie? do słów Bożeny Intrator w wykonaniu zespołu De Su.

### Miejsce zdjęć
Film kręcony był w Warszawie, Nowym Jorku i Amsterdamie